# Polyptychoides assimilis
Polyptychoides assimilis är en fjärilsart som beskrevs av Rothschild och Jordan 1903. Polyptychoides assimilis ingår i släktet Polyptychoides och familjen svärmare. Inga underarter finns listade i Catalogue of Life.